# Ute Bronder
Ute Bronder (* 1961 in München) ist eine deutsche Schauspielerin, Synchronsprecherin und Autorin.

## Leben
Ute Bronder absolvierte ihre Schauspielausbildung von 1981 bis 1984 am Schauspielstudio Gmelin in München. Außerdem erhielt sie Privatunterricht bei Eleonore Noelle und Wolfgang Büttner. Ihre Bühnenlaufbahn begann sie in München in der freien Theaterszene. Von 1984 bis 1986 spielte sie am theater k von Wolfgang Anraths in der Maxvorstadt. Von 1986 bis 1989 war sie festes Ensemblemitglied am Nationaltheater Mannheim. Dort spielte sie neben Rollen in Komödien unter anderen das erste „Sams“ von Paul Maar auf bundesdeutschen Bühnen und übernahm die Rollen Bisi, Sie, Chantal, Lumpi und Titti im Musical Linie 1.
1990 gastierte sie am Theater „Die Färbe“ in Singen. Weitere Engagements hatte sie am Theater rechts der Isar (1993), beim Teamtheater Tankstelle (1997) und am Torturmtheater Sommerhausen (1998). Von 2009 bis 2012 war sie gemeinsam mit der Schauspielerin und Kabarettistin Barbara Weinzierl als literarisches Lese-Duo „Die 2 Vorleserinnen“ mit dem Programm „Titten, Tresen, Temperamente“ auf Deutschland-Tournee.
Ab den 1990er Jahren stand Bronder auch für Film und Fernsehprojekte vor der Kamera. In der ZDF-Serie Forsthaus Falkenau spielte sie an der Seite von Hans Kraus mehrere Jahre die Rolle der Ehefrau des Wald- und Biobauern Hans Seiler. In dem Kurzspielfilm So wie Du mir so ich Dir (2013) war sie Partnerin von Raphael Wilczek. In der Fernsehserie Dahoam is Dahoam war sie als Hebamme Anneliese zu sehen. In der ZDF-Serie Kanzlei Berger (2021) hatte sie eine wiederkehrende Rolle als Richterin Maywald. In dem mehrfach international ausgezeichneten Independent-Film Los(ge)lassen (2021) spielte sie die „Madame Hartmeier“. In der 23. Staffel der ZDF-Krimiserie Die Rosenheim-Cops (2023) übernahm sie eine Episodenhauptrolle als tatverdächtige Hausverkäuferin Gertrud Liebl.
Neben ihrer Schauspieltätigkeit arbeitete sie bei TV-Produktionen als Schauspiel-Coach und Intimitätskoordinatorin. Von 2009 bis 2023 war sie in der Serie Dahoam is Dahoam als Set-Coach tätig. Für die ZDF-Serie Der Bergdoktor arbeitete sie als Jugend- und Kinder-Coach. Ute Bronder ist außerdem seit den 1990er Jahren umfangreich als Synchronsprecherin (u. a. Roseanne, Pokémon) tätig. Als Autorin verfasste sie Kurzgeschichten, Lyrik, Songs und Gags für TV-Sendungen. 2014 veröffentlichte sie gemeinsam mit Lolita Büttner die Kurzgeschichtensammlung KurzLeben 01.
Ute Bronder lebt in München.

## Filmografie (Auswahl)
- 1996–2005: Forsthaus Falkenau (Fernsehserie, 6 Folgen)
- 2013: So wie Du mir so ich Dir (Kurzfilm)
- 2013: Dahoam is Dahoam (Fernsehserie, 5 Folgen)
- 2013: Lästerschwein (Kurzfilm)
- 2016: Um Himmels Willen: Milde Gaben (Fernsehserie, eine Folge)
- 2018: Der große Rudolph (Fernsehfilm)
- 2021: Kanzlei Berger (Fernsehserie, 3 Folgen)
- 2021: Los(ge)lassen
- 2023: Die Rosenheim-Cops: Der perfekte Mann (Fernsehserie, eine Folge)
- 2024: Frühling: Die verschwundenen Eltern (Fernsehreihe)